# Dochód rozporządzalny
Dochód rozporządzalny (dochód rozporządzalny gospodarstwa domowego, ang. household’s available income) – suma bieżących dochodów gospodarstwa domowego ze wszystkich źródeł pomniejszona o zaliczki na podatek dochodowy, podatki (np. od dochodów z własności) oraz o składki na ubezpieczenie społeczne i zdrowotne. Jest to ta część dochodu gospodarstwa domowego, którą może ono przeznaczyć na wydatki lub przyrost oszczędności.

## Składniki dochodu i dochodu rozporządzalnego
Podstawowe składniki dochodu gospodarstw domowych to:
1. wynagrodzenie za pracę:
  - uposażenie,
  - premie i nagrody wypłacane przez pracodawcę,
  - dodatki z tytułu pracy w uciążliwych warunkach,
  - dobra i usługi zapewnione pracownikom w ramach tzw. pakietu socjalnego.
2. przychody z działalności gospodarczej prowadzonej na własny rachunek lub z działalności rolniczej:
  - zyski i straty z prowadzonej działalności,
  - dochody z tytułu umów zlecenia,
  - honoraria autorskie.
3. przychody z majątku trwałego:
  - otrzymane odsetki od kapitału,
  - otrzymane dywidendy,
  - dochody z posiadanego majątku trwałego.
4. transfery z budżetu państwa:
  - otrzymywane świadczenia z tytułu rent i emerytur,
  - świadczenia otrzymywane z tytułu uczestnictwa w nieobowiązkowych filarach ubezpieczeń,
  - stypendia,
  - kredyty studenckie,
  - pomoc otrzymywana od organizacji charytatywnych.

W celu obliczenia wysokości dochodu rozporządzalnego należy pomniejszyć całkowity dochód o obciążenia finansowe związane z:
1. podatkami
2. składkami na ubezpieczenia społeczne
3. składkami na ubezpieczenia zdrowotne.

## Dochód rozporządzalny na poziomie makroekonomicznym
W modelu gospodarki, w którym pomija się podatki pośrednie, dochód rozporządzalny oblicza się jako:
{\displaystyle RDO=Y+B-T,}
gdzie:
- {\displaystyle RDO} – rozporządzalny dochód osobisty,
- {\displaystyle Y} – dochód narodowy,
- {\displaystyle T} – podatki,
- {\displaystyle B} – transfery z budżetu państwa.